# 監査役会設置会社
監査役会設置会社（かんさやくかいせっちがいしゃ）とは、監査役会を置く株式会社及び会社法の規定により監査役会を置かなければならない株式会社をいう（b:会社法第2条10号）。
- 会社法は、以下で条数のみ記載する。

## 概要
- 会社法においては、原則として株式会社には監査役会を設置する必要はない。
- しかし、大会社である公開会社（株式の一部でも会社の承認なく自由に譲渡できる会社）は、監査等委員会設置会社または指名委員会等設置会社を除いて、監査役会を設置しなければならない（328条1項）。
- また、設置義務がない場合でも、会社が定款で定めることにより、任意に監査役会を設置することもできる（326条2項）。
- また、取締役会の設置が義務づけられる（327条1項2号）。
- 取締役会の招集は、監査役に対しても通知を発しなければならないが、取締役及び監査役の全員の同意があるときは、その限りではない（368条）。
- このほか、監査役会の規定（390条～395条）が適用される。

なお、特例有限会社には監査役会を置くことができない（会社法の施行に伴う関係法律の整備等に関する法律17条1項。以下整備法という）。

## 監査役会

### 組織
- 3人以上の監査役が必要で、そのうち半数以上は社外監査役でなければならない（335条3項）。 監査役会は監査役の中から常勤監査役を定めなければならない(390条3項)
- 監査役が3人以上いることは、あくまで監査役会設置のための要件にすぎず、その要件が満たされていれば、必ず監査役会が設置されているとは限らない。監査役が3人以上いたとしても、監査役会を設置しない機関設計を選択することは可能であり、その場合「監査役設置会社」に分類される（2条9号）。

### 職務
1. 監査報告の作成(390条2項1号)。
2. 常勤の監査役の選定及び解職(390条2項2号)。
3. 監査の方針、監査役会設置会社の業務及び財産の状況の調査の方法その他の監査役の職務の執行に関する事項の決定(390条2項3号)。
4. 監査役の職務の執行の状況の報告の求め(390条2項)
5. 取締役の会計監査人の選任、解任、再任しないことに関する株主総会議案提出の同意・請求（344条）。
6. 会計監査人の解任
監査役は、会計監査人が職務上の義務に違反し、又は職務を怠ったとき等は、監査役の全員の同意によって解任することができる（340条）。
7. 仮会計監査人の選任
会計監査人設置会社において、会計監査人が欠けた、又は会計監査人が定款で定めた員数を欠いた場合に、新たな会計監査人が、遅滞無く選任されないときは、監査役会は一時会計監査人の職務を行なうべき者(仮会計監査人)を選任しなければならない(346条4項・6項・7項)。
8. 取締役の報告の受理(357条)。

### 招集
監査役会は各監査役が招集する。取締役会と異なり、監査役会を招集すべき監査役を定めたとしても各監査役が招集することができる。

### 決議
決議には、全監査役の過半数の賛成が必要。取締役会と異なり監査役会には定足数の定めはない。しかし、決議は全監査役の過半数によることから、少なくとも過半数の監査役が出席しなければ監査役会における決議を行うことはできない。
また、会計監査人解任の決議(340条1項・同条4項)及び取締役・執行役は責任の免除に関する議案を株主総会に提出する場合には、監査役全員の一致が必要(425条3項1号・426条2項・427条3項)。また、招集手続を経ずに監査役会を開催する場合、監査役全員の同意が必要となる。(392条2項)

## 商業登記
本稿では、監査役会設置会社の定めの新設及び廃止の手続き並びに2006年の会社法施行に伴う登記について説明する。
- 商業登記法はこの節で、登記法と記載する。

### 監査役会設置会社の定め新設

#### 概要及び登記事項
監査役会非設置会社は定款を変更して監査役会設置会社となることができる（915条1項・911条3項18号参照）。また、原則として、監査役のうち社外監査役である者について社外監査役である旨を登記しなければならない（911条3項18号参照）。なお、監査役会設置会社においては監査役は3人以上でなければならない（335条4項）から、新たに監査役を選任しなければならない場合がある。
さらに、取締役会を置いていない場合に監査役会を設置すると、取締役会設置会社となる（327条1項2号）。監査役を置いていない場合に監査役会を設置すると、監査役設置会社となる。会社法の3委員会を置いている場合（委員会設置会社）に監査役会を設置すると、委員会非設置会社となる（327条4項参照）。
監査役会設置会社の定めの新設は定款変更であるから、株主総会の特別決議によらなければならない（309条2項11号・466条）。
登記事項は、監査役会設置会社の定めを設定した旨、監査役のうち社外監査役である者について社外監査役である旨及び変更年月日であるが、社外監査役である旨の登記は既にその登記があるときはしなくてよい（2006年3月31日民商782号通達第2部第3-8(2)ア（ア））。登記記録の具体例については、2006年4月26日民商1110号依命通知第4節第5-1及び同依命通知第4節第5-8(1)を参照。

#### 登記申請書記載事項（一部）
登記の事由（登記法17条2項3号）は「登記の事由　監査役会設置会社の定めの設定」のように記載する。
登記すべき事項（登記法17条2項4号）は監査役会設置会社となった旨及び変更年月日を記載する。社外監査役の登記をする場合、社外監査役である者の氏名と社外監査役である旨も記載する。また、以下の事項を記載しなければならない場合がある。
- 増員した監査役が就任した旨及び監査役の氏名並びに就任年月日
- 監査役設置会社となった旨及び変更年月日
- 取締役会設置会社なった旨及び変更年月日
- 委員会設置会社の定めを廃止した旨及びそれに付随する登記並びに変更年月日（詳しくは委員会設置会社を参照）

登記すべき事項を記録した磁気ディスクを提出する場合、「登記すべき事項 別添FDのとおり」のように記載し、OCR用紙に記載した場合（1993年12月27日民四7783号通達第7-1）、「登記すべき事項 別紙のとおり」のように記載する。
添付書面（1961年9月15日民甲2281号回答、一部）は株主総会議事録（商業登記法46条）である（2006年3月31日民商782号通達第2部第3-8(2)ア（イ））。通数も記載しなければならない（1961年9月15日民甲2281号回答）。なお、監査役の増員をする場合には、株主総会議事録（商業登記法46条）及び就任を承諾したことを証する書面（商業登記法54条1項）を添付しなければならない。委員会設置会社の定めを廃止した旨及びそれに付随する登記についての添付書面は委員会設置会社を参照。
登録免許税（登記法17条2項6号）は監査役会設置会社の定め新設の分が申請1件につき3万円であり（登録免許税法別表第1-24(1)ワ）、社外監査役である旨の登記の分が申請1件につき3万円（資本金の額が1億円以下の会社については1万円）である（同法別表第1-24(1)カ）。なお、監査役設置会社である旨の登記をする場合、別途申請1件につき3万円を納付しなければならない（同法別表第1-24(1)ネ）。委員会設置会社の定めを廃止した場合については委員会設置会社を参照。

### 監査役会設置会社の定め廃止

#### 概要及び登記事項
会社法上監査役会の設置義務がない監査役会設置会社は定款を変更して監査役会非設置会社となることができる（915条1項・911条3項18号参照）。この変更をした場合、原則として社外監査役である旨の登記を抹消しなければならない（911条3項18号参照）。
監査役会設置会社の定めの廃止は定款変更であるから、株主総会の特別決議によらなければならない（309条2項11号・466条）。
登記事項は、監査役会設置会社の定めを廃止した旨、監査役会設置会社の定めの廃止により社外監査役の登記を抹消する旨及び変更年月日であるが、社外監査役が負う責任の限度に関する契約の締結についての定款の定めの登記（911条3項26号・427条1項）があるときは、社外監査役の登記を抹消しない（2006年3月31日民商782号通達第2部第3-8(2)イ（ア））。登記記録の具体例については、2006年4月26日民商1110号依命通知第4節第5-4(4)及び同依命通知第4節第5-8(2)を参照。

#### 登記申請書記載事項（一部）
登記の事由（登記法17条2項3号）は「登記の事由　監査役会設置会社の定めの廃止」のように記載する。
登記すべき事項（登記法17条2項4号）は監査役会設置会社の定めを廃止した旨及び変更年月日を記載する。社外監査役の登記を抹消する場合、監査役会設置会社の定めの廃止により社外監査役の登記を抹消する旨及び変更年月日も記載する（既述の例外あり）。
登記すべき事項を記録した磁気ディスクを提出する場合及びOCR用紙に記載した場合の記載例は新設の場合と同様である。
添付書面（1961年9月15日民甲2281号回答、一部）は株主総会議事録（商業登記法46条）である（2006年3月31日民商782号通達第2部第3-8(2)イ（イ））。通数も記載しなければならない（1961年9月15日民甲2281号回答）。
登録免許税（登記法17条2項6号）は監査役会設置会社の定め廃止の分が申請1件につき3万円であり（登録免許税法別表第1-24(1)ワ）、社外監査役である旨の登記の抹消の分が申請1件につき3万円（資本金の額が1億円以下の会社については1万円）である（同法別表第1-24(1)カ）。

#### 登記の実行
変更の登記をする場合、登記官は変更に係る登記事項を抹消する記号を記録しなければならない（登記規則41条）。

### 2006年の会社法施行に伴う登記
整備法の施行日（2006年5月1日）に存在する株式会社（株式会社の監査等に関する商法の特例に関する法律における委員会等設置会社を除く。以下商法特例法という。）で商法特例法における大会社またはみなし大会社の定款には、監査役会及び会計監査人を置く旨の定めがあるものとみなされた（整備法52条・66条1項前段・47条）。
この場合、整備法の施行日後6か月以内（最初に登記すべき時が先であるときはその時まで）に、以下に掲げる事項を登記しなければならないとされた（整備法61条3項・66条1項前段・47条）。
- 監査役会設置会社である旨及び監査役のうち社外監査役であるものについて社外監査役である旨
- 会計監査人設置会社である旨及び会計監査人の氏名又は名称

会社法の施行による登記は大部分が職権でされたが、これらの登記は申請をしなければならない事項の1つであった。